# قورت دره
این روستا که قدمت ان به زمان پیش از قاجار می باشد و در زمان قاجار به محل فعلی منتقل گردید (محل قبلی در6 کیلومتر پایین تر قرار داشت)

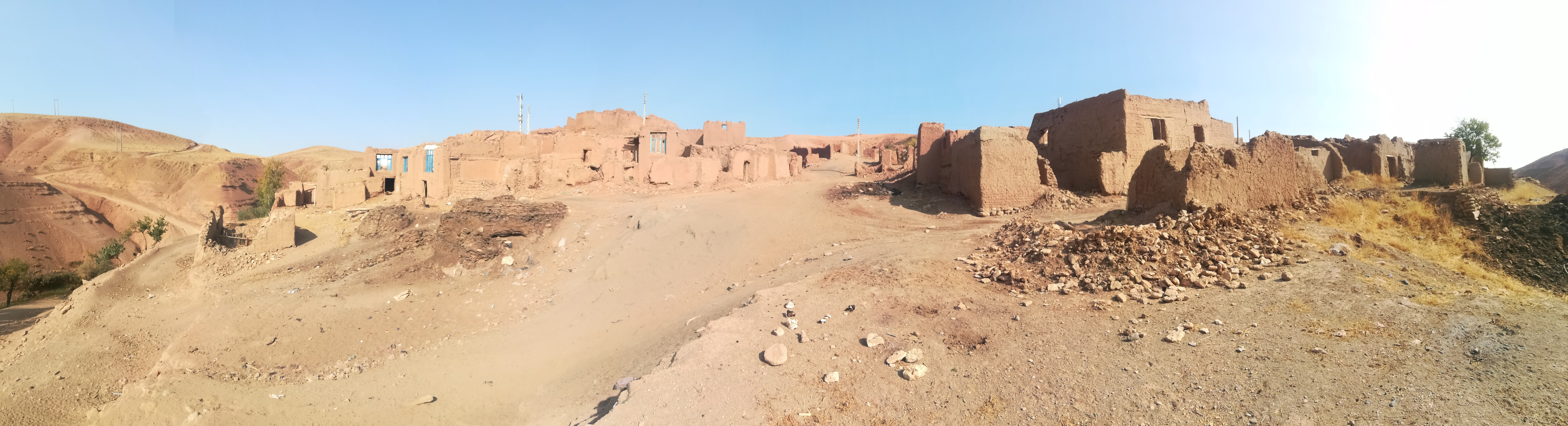
تصویری از محل قبلی روستای قورتدره.

عمده شغل مردم دامداری و کشاورزی می باشد و با شروع به کار معدن سنگ اهن تعدادی از اهالی روستا به کار به عنوان کارمند و راننده در ان مشغول می باشند.
با توجه به طرح هادی روستایی(شهید شوشتری)روستا به محل جدید در حال انتقال می باشد که دارای امکانات اب و برق و گاز می باشد و تمام خانه ها مهندسی ساز می باشد.و با توجه به درامد بالای این منطقه تمام ابادی به سبک معماری نوین و در 3 طبقه ساخته شده است .زمینهای ساخت محل جدید روستا از سوی نوادگان شمسعلی سهرابی در سال 1396 شمسی وقف شده است.

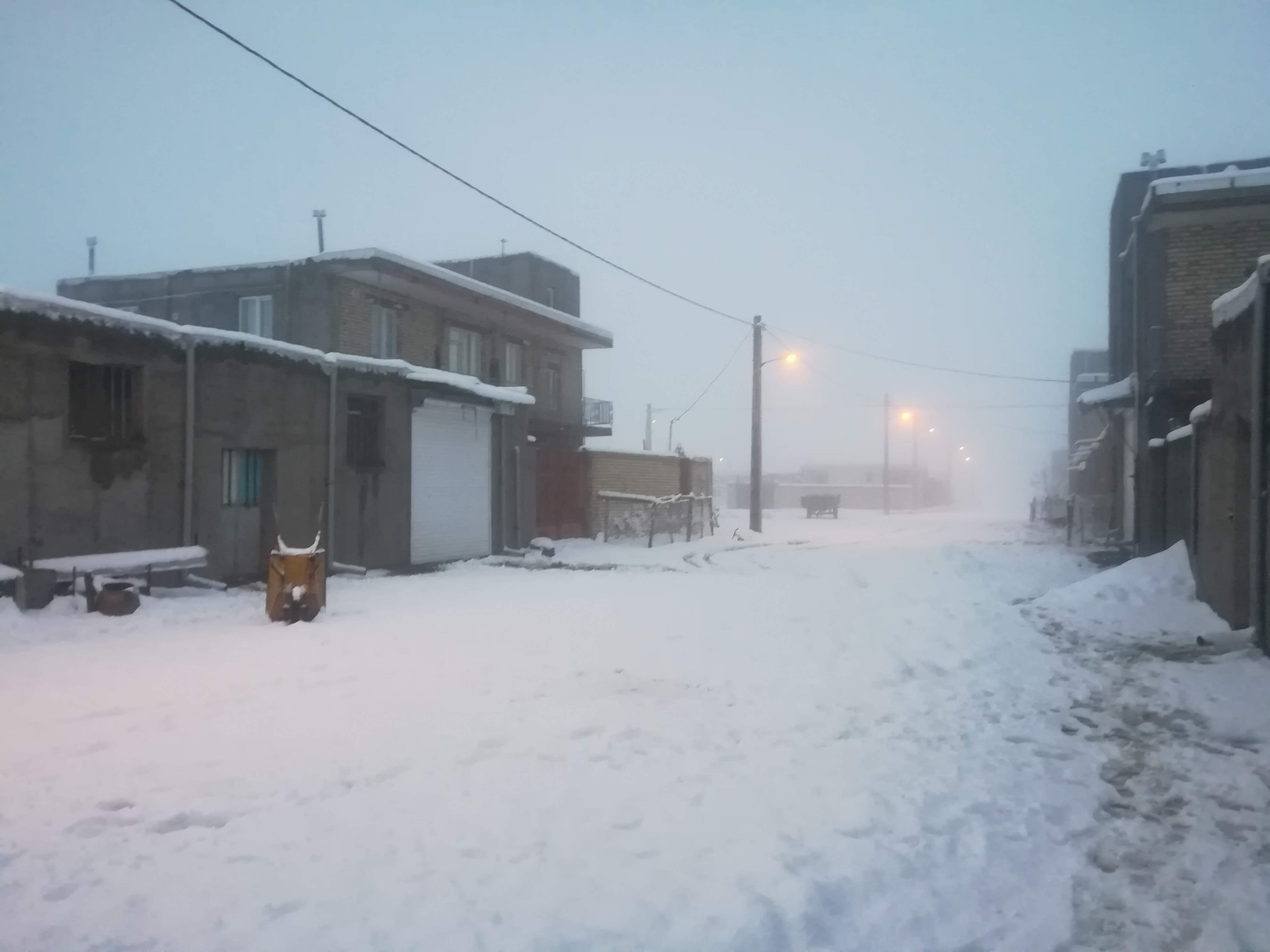
تصویری از روستای جدید قورتدره در زمستان.

عمده محصولات روستا زرداو و الوچه و گردو و صیفی جات و گندم دیم در محصولات کشاورزی می باشد و اکثر دامهای روستا گوسفند می باشد وحدود 100 کندو زنبور عسل نیز در روستا نگهداری می شود محصولات ان نیز به شهرهای اطراف منتقل می شود.
از جاذبه های طبیعی این روستا ابشار پائین روستا (قلبزن) و باغات به نامهای اشاقی و یوخاری چای می باشد و همچنین اثار باقیمانده قورتدره قدیم در اشاقی چای (خرابه) نیز جالب توجه برای گردشگران می باشد.

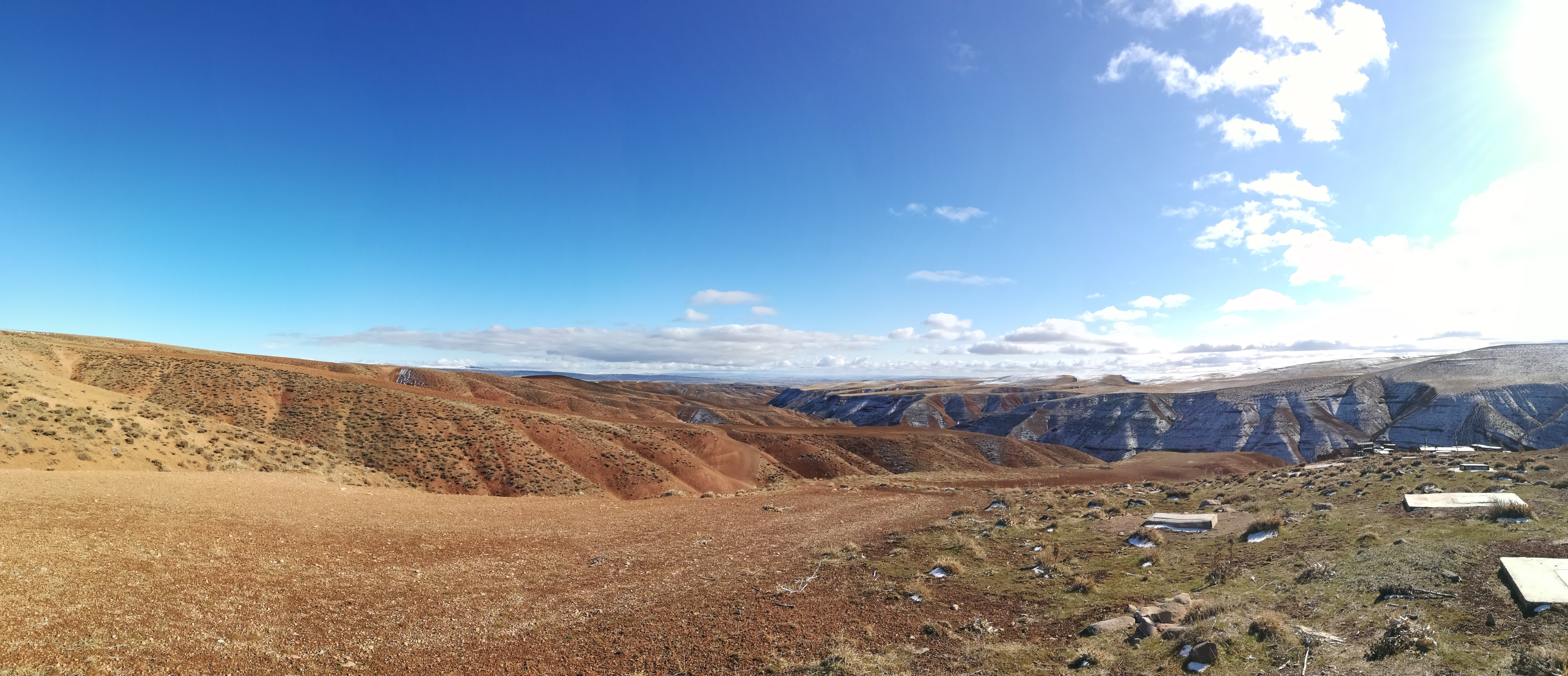
منظره ای از روستای قورتدره

قورت دره، روستایی از توابع بخش کرانی شهرستان بیجار در استان کردستان ایران است.

## جمعیت
این روستا در دهستان طغامین قرار دارد و براساس سرشماری مرکز آمار ایران در سال ۱۳۸۵، جمعیت آن ۱۰۶ نفر (۲۴خانوار) بوده‌است.اکثر مردم روستا از خاندان سهرابی و کریمی می باشند.